# Knut Bergvall
Karl Axel Knut Bergvall, född 1 september 1874 i Stockholm, död där 18 juli 1945, var en svensk målare.
Bergvall studerade konst för Reinhold Norstedt. Hans konst består av interiörer, fönsterutsikter, landskapsmålningar ofta med skärgårdsmotiv från Stockholmstrakten. Knut Bergvall är begravd på Skogskyrkogården i Stockholm.